# Atletica leggera ai Giochi della XXV Olimpiade - Staffetta 4×400 metri maschile

Video della Finale

La staffetta 4×400 metri ha fatto parte del programma maschile di atletica leggera ai Giochi della XXV Olimpiade. La competizione si è svolta nei giorni 7-8 agosto 1992 allo Stadio del Montjuic di Barcellona.

## Presenze ed assenze dei campioni in carica
| Competizione        | Atleta        | Prestazione | Barcellona 1992 |
| ------------------- | ------------- | ----------- | --------------- |
| Olimpiadi 1988      | Stati Uniti   | 2'56”16 =   | Presenti        |
| Commonwealth 1990   | Kenya         | 3'02”48     | Presente        |
| Goodwill Games 1990 | Stati Uniti   | 2'59”54     | Presenti        |
| Europei 1990        | Gran Bretagna | 2'58"22     | Presente        |
| Asiatici 1990       | Giappone      | 3'05”82     | Presente        |
| Panamericani 1991   | Cuba          | 3'01”93     | Presente        |
| Africani 1991       | Kenya         | 3'03”14     | Presente        |
| Mondiali 1991       | Gran Bretagna | 2'57”53     | Presente        |

## Finale
| Pos | Paese         | Squadra                                                          | Tempo   |
| --- | ------------- | ---------------------------------------------------------------- | ------- |
|     | Stati Uniti   | Andrew Valmon Quincy Watts Michael Johnson Steve Lewis           | 2'55"74 |
|     | Cuba          | Lázaro Martínez Hector Herrera Norberto Téllez Roberto Hernández | 2'59"51 |
|     | Gran Bretagna | Kriss Akabusi Roger Black David Grindley John Regis              | 2'59"73 |